# Jean-Claude Casadesus
Pour les articles homonymes, voir Casadesus.
Pour les autres membres de la famille, voir Famille Casadesus.
Jean-Claude Casadesus, né Jean-Claude Probst le 7 décembre 1935 à Paris, est un musicien percussionniste et un chef d'orchestre français.
Il est le chef fondateur de l'Orchestre national de Lille, qu'il dirige de sa création à 2016.

## Formation
Son grand-père Henri Casadesus, asseyait son petit-fils sur ses genoux, posait les mains de celui-ci sur le clavier et chantait ce qu’il venait de composer. Il avait anticipé que son oreille et son sens du rythme feraient de lui, un chef d’orchestre.
Son oncle Christian Casadesus le présente à Félix Passerone, qui accepte d'être son professeur particulier pendant huit mois en 1952-1953, pour passer le concours du conservatoire. Il est élève dans sa classe au Conservatoire entre 1953 et 1959. Il y apprend l’harmonie, le solfège, il joue des instruments de percussion. Il est premier prix de percussion, de timbales, de contrepoint, de fugue au Conservatoire national supérieur de musique de Paris en juin 1957. Il obtient le certificat d'aptitude à l'enseignement musical en 1957. A la Sorbonne, il obtient un diplôme d'études supérieures en 1957, puis un doctorat ès lettres sur la critique musicale et les écrits d´Hector Berlioz en 1960[réf. à confirmer]. Simultanément, il étudie l'orgue, le clavecin, le piano et la déclamation lyrique à l'École César-Franck.
Élève de Pierre Dervaux à l'École normale de musique de Paris, il obtient en 1960, le prix de direction d'orchestre. Avec son diplôme, il part pour Bâle, poursuit un stage intensif auprès de Pierre Boulez,. Parallèlement  il étudie à la  Schola Cantorum de Paris, la composition, l'arrangement, l’instrumentation.
Il effectue son service militaire entre 1957 et 1959 en tant que tambour militaire, il participe notamment au défilé militaire du 14 Juillet[Lequel ?]. Il  fait une carrière de caisse-claire pour finir comme commandant chef de musique de l’orchestre d’harmonie et de l’orchestre symphonique de la Garde républicaine. Promu colonel de réserve, il devient commandant des musiques de l’Armée de Terre en 1978 jusqu’en 1996.

## Activité professionnelle
Il doit son premier contrat professionnel à André Jolivet, directeur de la musique de la Comédie-Française grâce à son père Lucien Pascal en juin 1954. Il est successivement engagé dans la fosse de la Gaîté-Lyrique, le festival d'Avignon, les Chorégies d'Orange, le théâtre Marigny et le théâtre de l'Odéon. La première fois qu’il joue dans un concert symphonique, à vingt-deux ans, c'est sous la baguette de Paul Paray au théâtre des Champs-Élysées. À la fin du concert, Paul Paray décide de l’engager à l’orchestre Lamoureux pour une tournée. Il réussit le concours de timbalier solo à l’orchestre Colonne, en mars 1957, poste qu’il occupera pendant dix-sept ans jusqu'en juillet 1974.
Maurice Lehmann engage Jean-Claude Casadesus à 24 ans comme directeur musical du théâtre du Châtelet jusqu en 1965. Il dirige de nombreuses opérettes et de comédies musicales. Le Théâtre national de l'Opéra-Comique appelle Jean-Claude Casadesus dès 1960, pour faire des remplacements. Le nouveau directeur du théâtre du Châtelet, Marcel Lamy, lui demande de choisir entre les deux salles[Laquelle ?]. En 1964, il est invité à Vienne par Herbert von Karajan pour diriger à la Staatsoper la première représentation du ballet El sombrero de tres picos de Manuel de Falla.
Il devient en 1965, le chef permanent du théâtre national de l'Opéra-Comique jusqu’à sa fermeture en 1972. Il assume l'intérim de Marcel Landowski à la direction de la musique à la Comédie-Française pour la saison 1966-1967. Parallèlement, il est appelé ponctuellement à diriger l'orchestre de l'Opéra de Paris.
À partir de 1965, il dirige régulièrement des représentations à l’orchestre Colonne, tout en dirigeant le Domaine musical de Pierre Boulez de 1963 à 1974. En 1971, Jean-Claude Casadesus et Pierre Dervaux cofonde l'orchestre national des Pays de la Loire et y est adjoint de Dervaux jusqu'en 1976. Il dirige l'orchestre lors du couronnement impérial à Téhéran du shah d'Iran en 1967 et pour la célébration du 2 500e anniversaire de la fondation de l'Empire perse en 1971.
Il intègre le cabinet du Premier ministre Pierre Mauroy en tant que conseiller le 26 décembre 1981. Le 13 juillet 1989, il dirige la soirée inaugurale de l'opéra Bastille en présence du président de la République François Mitterrand.
Il est appelé plusieurs années à diriger l'orchestre philharmonique de Vienne et l'orchestre de La Fenice à Venise pour leur concert du nouvel an. En juin 1994, l'Orchestre symphonique et le chœur de Sarajevo interprète sous la direction de Jean-Claude Casadesus dans les ruines de la Bibliothèque nationale de Sarajevo, les fonds recueillis à cette occasion allant aux victimes du conflit yougoslave. Le 29 août 1999, il dirige, près du camp de concentration de Buchenwald dans la ville allemande de Weimar, l'orchestre de l'Opéra de Bavière et l'orchestre philharmonique d'Israël, jouant côte à côte. En 2019, Jean-Claude Casadesus dirige l'Orchestre philharmonique du Maroc, et trois chanteurs de confessions religieuses différentes au Centre de Formation des Imams de Rabat en présence du Pape François et du Roi du Maroc Mohammed VI.

### l'Orchestre national de Lille
Le ministre des Affaires Culturelles Jacques Duhamel décide la fermeture définitive de l’Opéra-Comique pour la fin de l’année 1972 malgré la pétition du personnel et du public de 1971. Il lui propose en avril 1972, la direction  de l'orchestre de l'ORTF de Lille, dont le contrat doit se terminer à la fin de l’année 1972. Ce dernier doit fusionner avec l’orchestre régional de Lille et avec celui de l'opéra de Lille, pour créer l’orchestre philharmonique de Lille. Il rencontre l’orchestre le 16 mai 1972, qui refuse de travailler sachant leur fin prochaine. Il comprend qu’un véritable projet redonnerait confiance à l’orchestre. Immédiatement il est soutenu par Pierre Mauroy, Augustin Laurent, Arthur Notebart et François-Xavier Ortoli. Il expose son projet et demande des moyens financiers afin de créer un orchestre qui permettrait d’irriguer musicalement toute la région,.
le 30 novembre 1972, il fonde l'orchestre philharmonique de Lille devenue orchestre national de Lille. Cet orchestre est issu de la volonté conjointe de l'ancienne région Nord-Pas-de-Calais et de l’État  (Marcel Landowski). C'est le premier orchestre financé par une région,. Le 3 décembre 1972, l'orchestre donne son premier grand concert, peu de temps avant l'officialisation de son nouveau nom d'Orchestre philharmonique de Lille. Il prend la direction de l'Opéra du Nord lors de sa création en 1979.
Il programme des cycles de concerts et d’événements tournés vers tous les publics. Chaque année, le Lille Piano(s) Festival propose un temps fort, à la programmation éclectique dédiée à tous les claviers. Il fonde « Les Nuits d’été », un événement estival en juillet. Au printemps 2016, il signe un protocole d’action et de coopération territoriale, sous l’égide de l’État et de la Région avec l’Orchestre de Picardie afin de mette en place des partenariats, de développer des synergies pour les saisons à venir.
Le 2 juin 2017, pour le concert télévisé Prodiges diffusé en direct sur France 2 depuis le stade Pierre-Mauroy de la Métropole européenne de Lille, l'orchestre accompagne les petits prodiges ainsi que plus de 10 000 jeunes choristes des Hauts-de-France[réf. nécessaire].
Il restera le directeur de l’orchestre, le directeur artistique et le chef jusqu'en septembre 2019, date à laquelle il transmet la baguette au jeune chef Alexandre Bloch qu'il avait choisi en 2016 comme chef adjoint,.

## Vie familiale
Issu d'une famille de musiciens et d'artistes, descendante de l'écrivain Paul de Kock. Il est le fils des comédiens Gisèle Casadesus et Lucien Probst. Jean-Claude Casadesus épouse en premières noces Pénélope Copeland, anglaise, venue comme jeune fille au pair, pour s'occuper de son jeune frère Dominique Probst, dont il a deux enfants, la soprano Caroline Casadesus, et l'explorateur et photographe Sébastien Copeland (en); d'une seconde union, avec la danseuse Anne Sevestre, connue au théâtre du Châtelet, lors de la création de L'Auberge du Cheval-Blanc, il a un fils, comédien et mannequin, qui fit une courte carrière d'acteur de sitcom, sous le nom de scène d'Olivier Sevestre. Il est le grand-père des musiciens David Enhco et Thomas Enhco.

## Œuvres
- 1968 : musique du film Mexico Mexico réalisé par François Reichenbach.

## Discographie
- Richard Wagner, Ouvertures et monologues célèbres, Le Vaisseau Fantôme, Tännhauser, Les Maîtres chanteurs de Nuremberg, La Walkyrie, avec José van Dam, Label Forlane
- Darius Milhaud, La Création du monde, Le Bœuf sur le toit, Suite Provençale, L'Homme et son Désir, Label Naxos
- Sergueï Prokofiev, Alexander Nevsky (Cantata), Lieutenant Kijé (Suite), Label Naxos
- Hector Berlioz, La Damnation de Faust, Label Naxos
- Hector Berlioz, Symphonie Fantastique, Label Harmonia Mundi
- Joseph Canteloube, Chants d'Auvergne, Label Naxos
- Gustav Mahler, Symphonies 1, 2, 4 et 5, Label Forlane
- Georges Bizet, Clovis et Clotilde - Te Deum, Label Naxos - Abeille Musique, 2010

## Publications
- Jean-Claude Casadesus, Le plus court chemin d'un cœur à l'autre, Paris, Stock, 1997
- Jean-Claude Casadesus, La partition d'une vie : entretiens avec Frédéric Gaussin, Paris, Écriture, 2012

## Galerie de photos

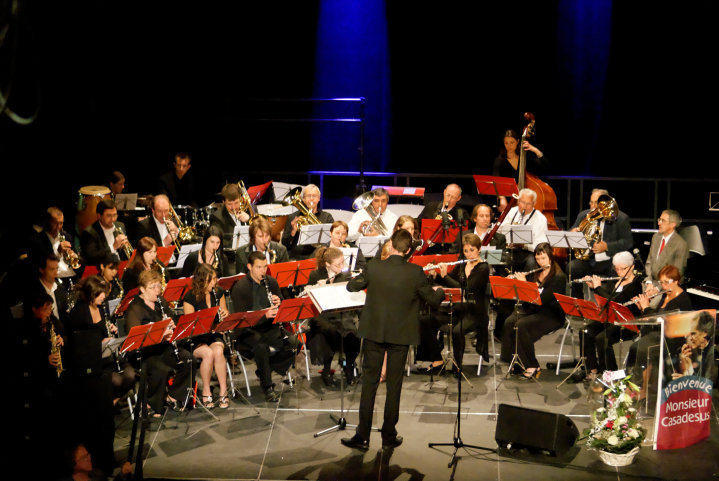
inauguration de l'Espace culturel Jean-Claude Casadesus à Louvroil le 20 juin 2010
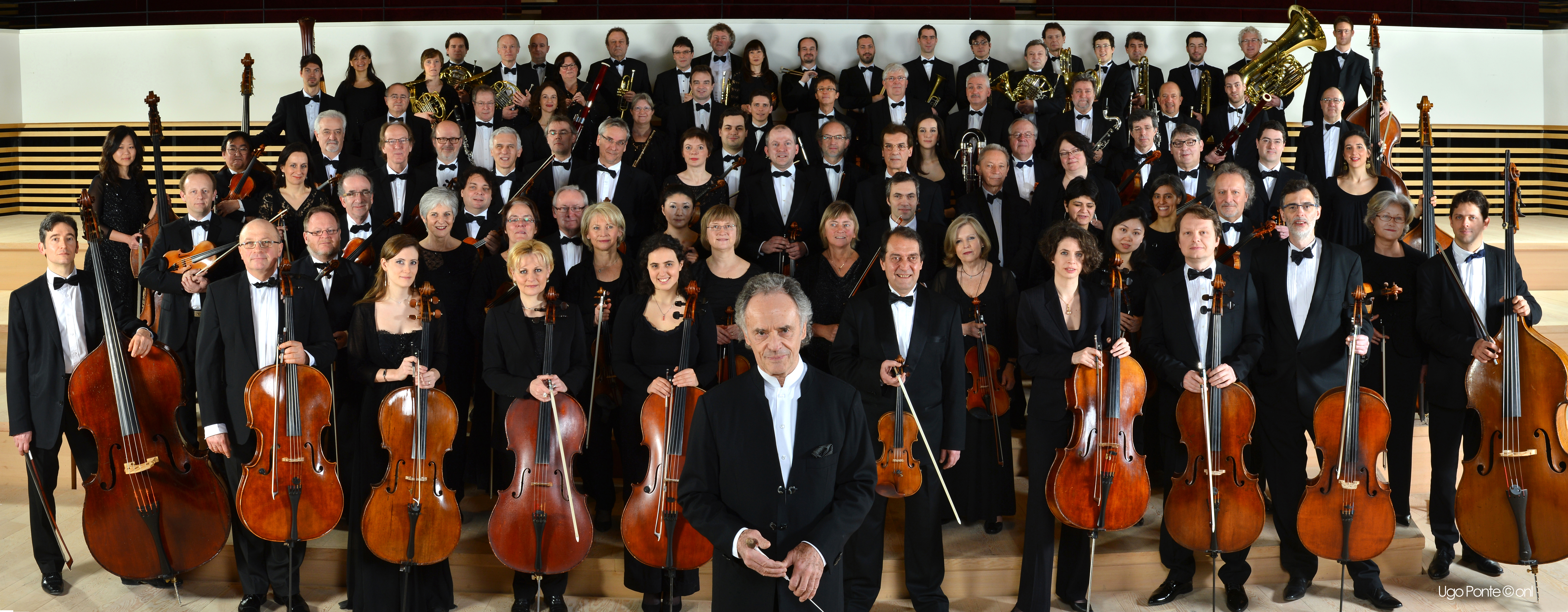
Jean-Claude Casadesus et l'orchestre national de Lille en 2013
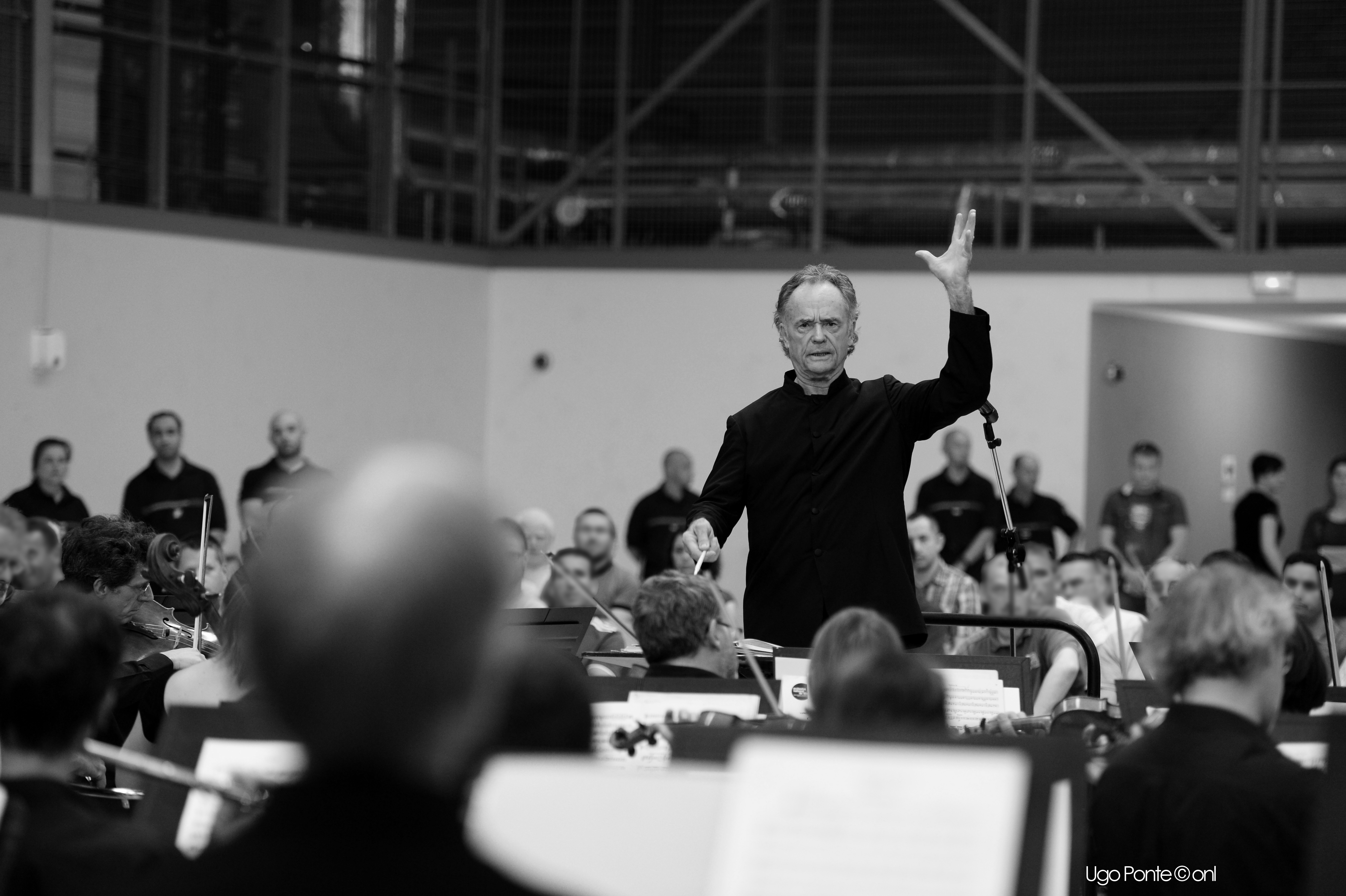
Jean-Claude Casadesus dirige en maison d'arrêt en 2013
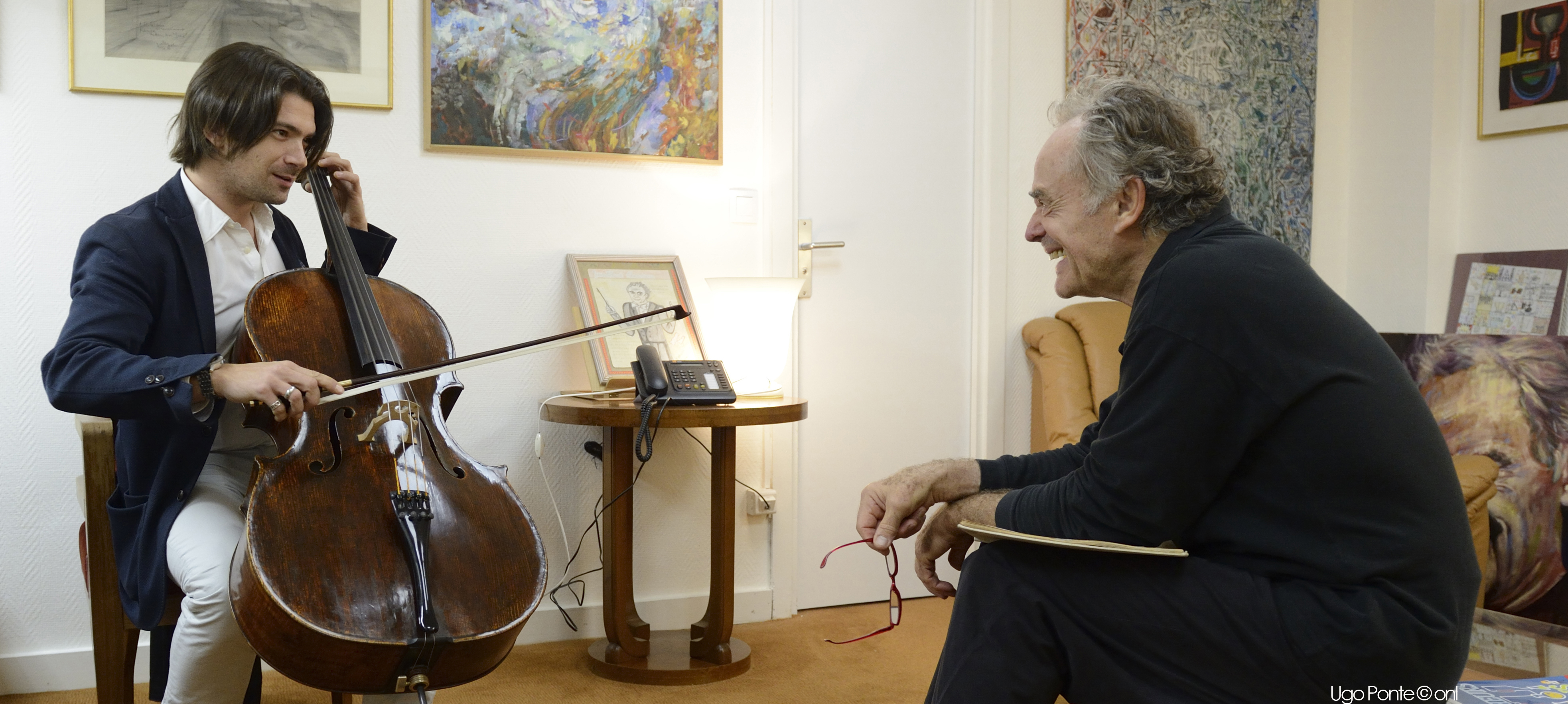
Dans la loge, avec Gautier Capuçon en 2015
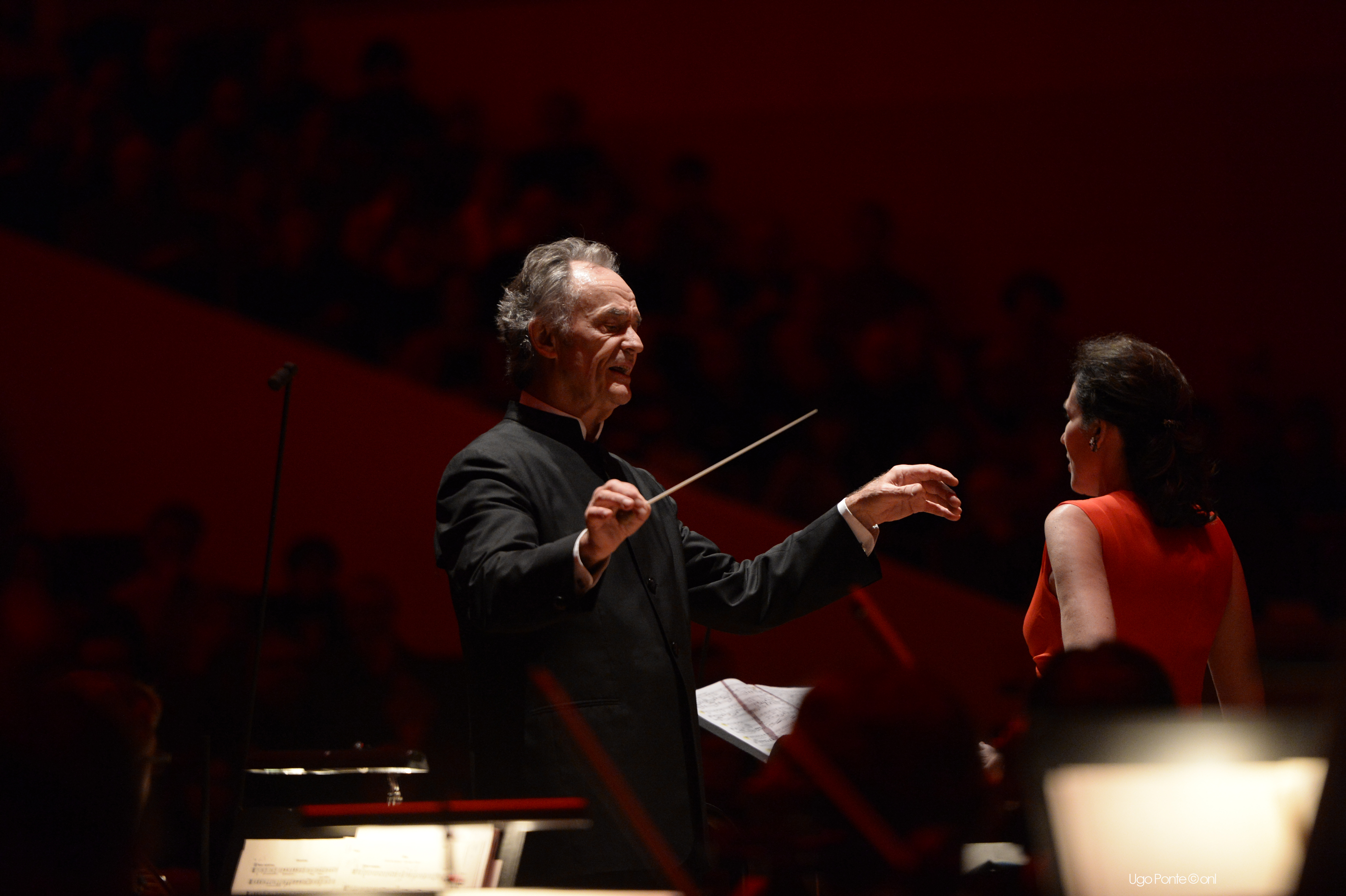
Valses et opérettes avec Véronique Gens en 2015
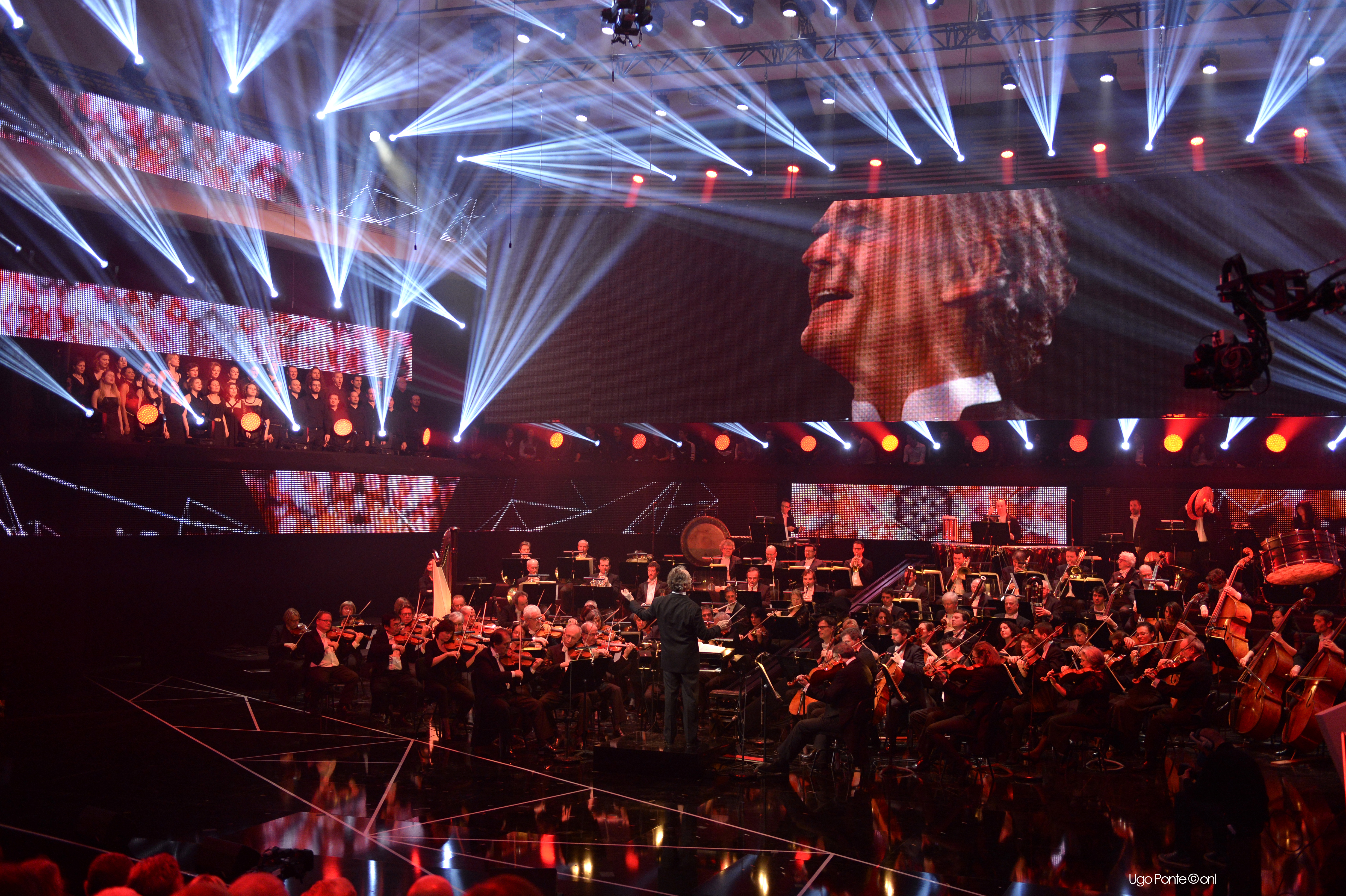
Victoires de la musique classique en 2015
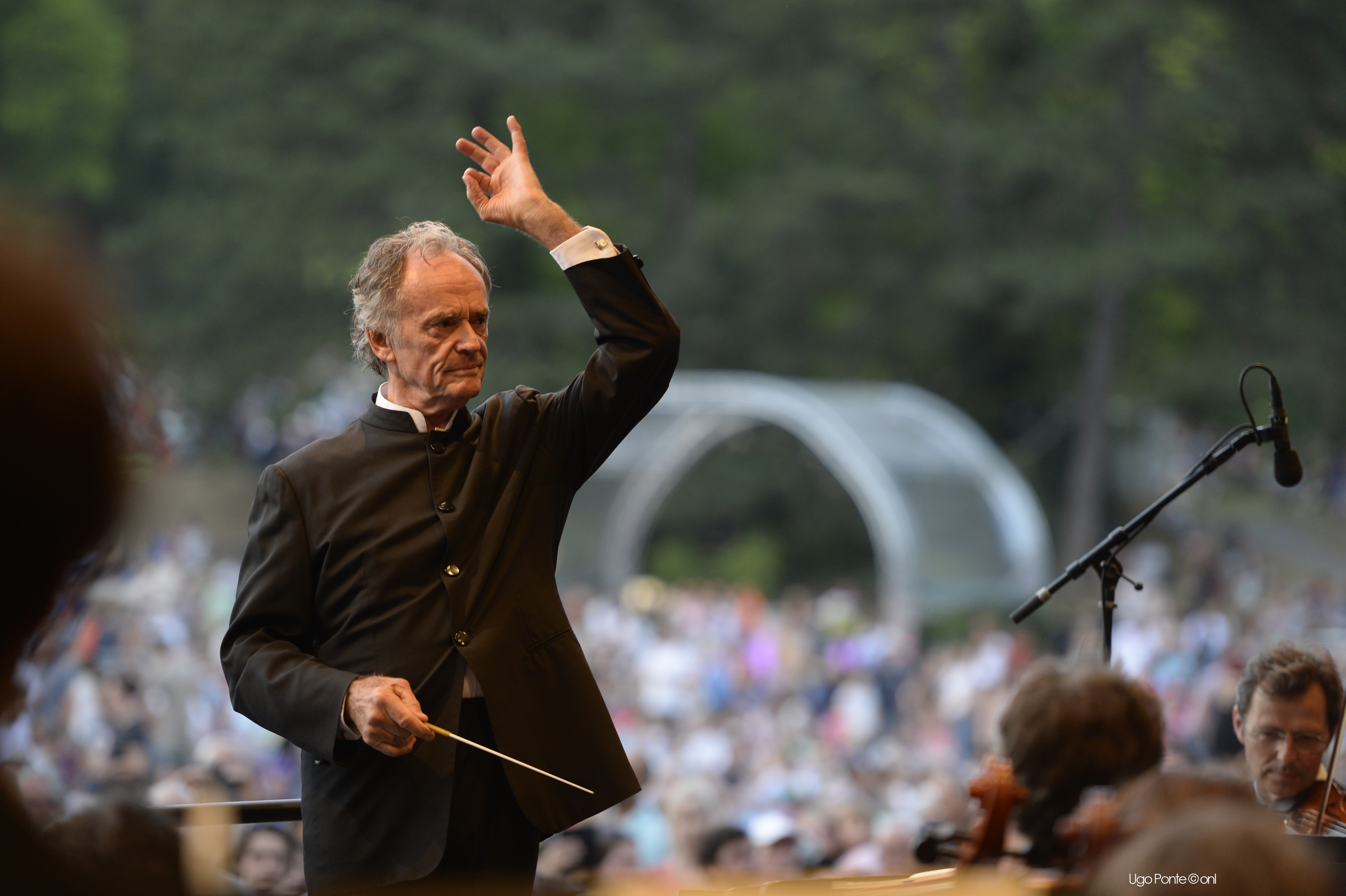
Direction des Flâneries musicales de Reims en 2015

## Distinctions

### Décorations
- Grand officier de la Légion d'honneur en 2022[19] (Commandeur en 2003[10]).
- Grand officier de l'ordre national du Mérite[10]
- Commandeur de l'ordre des Arts et des Lettres[10]
- Commandeur de l'ordre des Palmes académiques[10]
- Grand officier de l'ordre de Léopold (Belgique)[10].
- Grand-croix de l'Ordre de la maison d'Orange (Pays-Bas)[10].

### Prix
En 2004, les Victoires de la musique classique lui décernent une victoire d'honneur.

## Documentaires
- Jean-Claude Casadesus, Portrait d'un jeune homme  - (LGM)- réalisé par François Goetghebeur (2005)
- Jean-Claude Casadesus, Escapade à Prague	- (LGM)- réalisé par François Goetghebeur (2005)

## Hommages
- En 2021, il fait son entrée dans la nouvelle édition du Petit Larousse illustré[20].
- L'auditorium du Nouveau Siècle où l' Orchestre national de Lille se produit porte son nom depuis le 17 février 2023[21].